# Contea di Dundy
La contea di Dundy (in inglese Dundy County) è una contea dello Stato del Nebraska, negli Stati Uniti. La popolazione al censimento del 2020 era di 1 654 abitanti. Il capoluogo di contea è Benkelman.

## Comuni
- Benkelman (città)
- Haigler (villaggio)
- Max (CDP)
- Parks (CDP)